# Amanda Swafford
Amanda Lynn Swafford (sinh 30 tháng 10 năm 1978 tại Bắc Carolina) là một người mẫu và nhân vật truyền hình nổi tiếng của Mỹ. Amanda được là một người mẫu nổi lên từ chương trình truyền hình thực tế đào tạo người mẫu danh tiếng America's Next Top Model. Sau chương trình này, Amanda đã tham gia vào nhiều sàn diễn thời trang lớn như: Moskva, Praha.
Một tin đáng buồn cho các fan hâm mộ là cô sẽ mù khi bắt đầu bước sang tuổi 30, do chứng viêm giác mạc di truyền qua các thế hệ trong gia đình.

## Thuở nhỏ
Amanda Swafford đã từng sống ở Plano, Texas. Là một vận động viên điền kinh trụ cột của trường trung học phổ thông Plano East năm 1997. Năm 2000, cô tốt nghiệp Cao đẳng cộng đồng Austin, Rio Grande.
Trước khi xuất hiện trong America's Next Top Model, Amanda Swafford đã làm người mẫu với nghệ danh "Amanda Mellard" tại Austin, Texas, nơi cô khẳng định hình ảnh của mình trong giới thời trang Austin. Sau chương trình, cô cộng tác với thương hiệu quần Jeans Levi's trong chiến dịch quảng cáo sản phẩm. Năm 2005, Amanda Swafford phát biểu dự định viết cuốn sách có thể cảm nhận bằng đa-giác-quan cho trẻ em trong tương lai.

## America's Next Top Model
Cô tham gia mùa thi thứ 3. Biết rằng mình không qua khỏi hội chứng mù mắt của gia đình, Amanda vẫn quyết tâm đăng ký tham gia chương trình; và may mắn đã mỉm cười, Amanda đã được gọi tham gia chương trình. Ngay từ những tấm hình đầu tiên, hội đồng giám khảo và khán giả thân thuộc của chương trình đã ngất ngây với đôi mắt màu xanh lạnh giá của Amanda. Những tấm hìh sau đó cũng tạo ấn tượng sâu đậm trong cảm nhận của hội đồng giám khảo; Amanda cũng rất khiêm nhường, luôn đánh giá cao tài năng của các người bạn mới trong chương trình này: Ann Markley và Eva Pigford (người chiến thắng).
Trong cuộc thi này, tuy được mọi người lẫn ban giám khảo yêu mến nhưng cô buộc phải dừng lại ở vị trí thứ ba. Đó là một trong những quyết định khó khăn nhất của hội đông giám khảo, kể cả Janice Dickinson đầy tai tiếng cũng phải thốt lên: "Tôi yêu bạn" ngay khi Amanda bị loại.
Gần đây, cô được mạng xã hội AOL bình chọn là một trong những thí sinh ấn tượng nhất của chương trình.

## Sự nghiệp người mẫu
Hiện cô đang làm người mẫu cho một số hãng nổi tiếng như tạp chí Bliss for Bride, Access, quần jeans Levi's.